# 京王デハ1710形電車
京王デハ1710形電車（けいおうデハ1710がたでんしゃ）は京王帝都電鉄井の頭線、次いで京王線で使用されていた電車である。

## 登場経緯
東京急行電鉄（大東急）の一員となっていた井の頭線は、1945年5月25日の空襲で永福町検車区が被災。夜間でほとんどの車両が車庫に戻っていたことと、民家から架線柱に延焼したために架線が垂れ下がり、車両を動かせなくなってしまったことから、31両の在籍車両のうち24両が焼失するという壊滅的被害を受け、著しい車両不足に陥った。
東急は翌月には代田連絡線を陸軍の手で敷設、小田原線と接続して同線の車両や国鉄青梅線からの借入車14両を投入して急場をしのぎ、本格的復旧のために井の頭線に新型の電動車を投入することとした。
ここで白羽の矢が立ったのが、戦時中にもかかわらず当時製造が進んでいた2形式であった。東横線用クハ3650形と編成を組む予定の制御電動車デハ3550形と、湘南線用のデハ5300形に連結して運用する予定だった制御車クハ5350形である。前者がデハ1700形、後者が本形式デハ1710形となった。

## 概要
湘南線クハ5350形として汽車製造の東京製作所で製造されていた5両は、戦争末期は資材不足で製造がストップしていた。戦争終結後、上記の井の頭線の状況から計画が変更され、井の頭線向けの制御電動車デハ1711 - デハ1715として完成。1946年の春に6両が投入されたデハ1700形に続き、1946年末から1947年にかけて渋谷向き先頭車として投入された。
本形式は後述するように大東急を構成した各社の車両中、登場当時最大の車体長であった。その車体寸法は京王帝都として分離独立した後の井の頭線で新たな標準となり、デハ1760形とクハ1250形を始め、3000系の第1・2編成まで踏襲されることとなる。

### 車体
車体長17.5mという大東急の中でも最大の車体寸法を持つ18m級車両である。デハ5300形とはメーカーこそ違うものの、同じ湘南線のデハ5230形の流れを汲む明朗なデザインで、前面は非貫通型・3枚窓は等幅・運転台の窓以外は中桟入り、裾の左右には短いアンチクライマーが取り付けられ、腰の低い車体に高さ1,000mm×幅900mmという大型窓を備え、屋根上の通風機が客室ドア上に配置されており等間隔に並んでいない、など多くの点で共通点がある。また大きな窓やアンチクライマーなどは、デハ5230形とデザインに共通点の多かった、デハ1400形をはじめとする旧帝都電鉄の車両とも共通する。ただしヘッドライトについては、デハ5300形が半埋め込み式に対し、デハ1710形は戦争末期の車両ということもあって、通常の取り付け式を採用している。
関東地方では当時標準的な窓配置であるd1D4D4D2を採用した点もデハ5300形と同様だが、両運転台で乗務員室が片隅式・乗務員室扉が点対称配置のデハ5300形に対し、本系列はもともと制御車であるため片運転台で、乗務員室は片隅式だが初めから車掌台側にも乗務員室扉が設けられている。連結面側は連結相手として想定されていたデハ5300形が非貫通・両運転台車のため、貫通路が設けられておらず運転台側と同様に丸妻・非貫通である。

### 主要機器
もともと制御車だったため、主制御器と主電動機は元住吉検車区にストックされていたものを使用した。そのためデハ1700形と同じく、東急デハ3450形以降で標準になっていた日立製作所製のMMC系主制御器・HS267系主電動機を装備している。
戦後の混乱期に制御車として作られた車両をすぐに電装できたのは、大東急で東横線を改軌して湘南線に乗り入れさせるという計画の下、日立に大量の電装品を先行発注し、東横線の元住吉検車区と湘南線の金沢検車区に保管していたためだった。ただし東横線用の電動機は急行用への投入を想定した設計のため、高速性能を重視して歯数比を小さくとっていた。加えて主電動機自体の出力がさほど高くないこともあって、加速性能や牽引力は高くなく、駅間が短いため加減速を繰り返す井の頭線とはあまり相性の良い設定ではなかった。
台車はKS-5と京王社内で称した汽車製造の釣り合い梁式台車である。元々標準軌の湘南線用として予定されていた台車をそのまま使用していることから、標準軌用の長軸車軸である。

## 沿革

### 入線直後
小田急や青梅線からの応援車で急場をしのいでいた井の頭線に、デハ1700形に続く新造車として、1946年末にまずデハ1711が投入された。続く本形式4両の投入と戦災復旧車デハ1401の登場で、借入車は元の路線に復帰していった。
新造車ではあるが戦後の混乱期に作られた車両だったことと、大窓を採用していたが大型ガラスは手に入らない状況ということから、窓は格子だらけの状態で就役した。デハ1714に至っては登場から1年以上経過した1948年頃でも、正面のガラスまで格子が入っている状態の写真が残っている。

### 京王帝都分離
1948年6月の京王分離後も引き続き井の頭線で使用された。窓ガラスも整備され、当初は尾灯が1灯しか取り付けられていなかったのも、1952年には2灯化されている。運転台については乗務員室扉が両側についていることから車掌には歓迎されていたが、構造としては片隅式だったため、こちらも他の車両に合わせて1952年には全室化されている。

### 3連運転時代
井の頭線は全線での3両編成運転のため、代田二丁目変電所の建設・永福町以西のホーム延長工事などを行い、1952年5月1日よりまず平行ダイヤを実施、6月からは3両化のためデハ1800形とサハ1300形を増備した。この両形式は桜木町事故の教訓から車端部の貫通路と貫通幌の設置を実施して製造され、デハ1710形もその後順次非パンタグラフ側に貫通路を設けたが、それまで2両編成を基本としていた当時の井の頭線には両端に貫通路のある車両が少なく、その後も相手側が非貫通のために閉鎖していることもしばしばあった。
またこの新ダイヤ及び3両編成運転を実施後、デハ1700形と1710形で主電動機がショートするという事態が相次いだ。原因は井の頭線のような短距離で加減速を繰り返す運用に対して、出力・歯車比が小さいことによる熱容量不足であった。対策として同じ主電動機のデハ1760形、デハ1560形と歯車比63:19（3.32）に変更したが、さらに1955年1月30日より全列車が3両で運行されるようになると、運用側は主電動機にHS-267Dを採用したデハ1700形・1710形・1760形・1560形について、MTM編成を組む際はデハ1800形の新造グループ・1953年末から投入されたデハ1900形など大出力モーター搭載車を編成に入れた編成を組んだり、もしくはこの系列のMMMの3両で編成したりなどの対策も実施した。

### 4連運転時代
更に1960年頃には尾灯が埋め込み化され、1963年には正面窓中央の1枚窓化、前照灯を白熱灯2個取り付けに変更するなど、他の車両と同様の改造を受けて井の頭線で運用された。
1961年11月より4両編成での運転が始まると、原則3M1Tとなったことで編成出力に余裕ができ組成の自由度は増したが、中間に組み込まれることも増えた。
|          | ← 渋谷吉祥寺 → |                |                |                |
| 形式     | デハ1800       | デハ1710       | サハ1300       | デハ1400       |
| 区分     | Mc             | Mc             | T              | Mc             |
| 車両番号 | 1801 1802 1803 | 1711 1712 1713 | 1301 1302 1303 | 1401 1402 1403 |

|          | ← 渋谷吉祥寺 → |          |          |          |
| 形式     | デハ1700       | デハ1710 | サハ1300 | デハ1900 |
| 区分     | Mc             | Mc       | T        | Mc       |
| 車両番号 | 1706           | 1714     | 1304     | 1904     |

### 京王線転用と終焉
4両編成運用を開始した井の頭線では、1962年末から4両固定編成の3000系の投入が始まった。一方1963年8月に昇圧が実施された京王線でも、増え続ける乗客を裁くため輸送力増強の必要があった。長軸車軸台車を装備していた本形式及びデハ1700形は1372mmへ容易に改軌できることから、3000系を増備して本形式とデハ1700形を捻出し、京王線輸送力増強用に転属させることとなった。
まず本形式が転属することとなり、1965年5月に京王線の輸送力増強のため転用・デビューした。京王線転用時は台車の改軌以外に次のような改造を実施した。
- 1711：電装解除されクハ1710形1711となった[32]。他の車両とは向きが違う新宿向き先頭車である。
- 1712：運転台を撤去して中間電動車化[33][注釈 13]、パンタグラフは八王子向き。
- 1713：運転台を撤去して中間電動車化[33][注釈 13]、パンタグラフは撤去。
- 1714：八王子向き先頭車。パンタグラフ付き。
- 1715：競馬場線や荷電代用[29]などの単行運転のため、それまでの連結面側（非パンタ側）に運転台を増設[35][36]。デザインは元来の運転台と同一の非貫通3枚窓で、アンチクライマーもある。パンタグラフは八王子向き。

1711から1714までは連番による3M1Tの4両固定編成を組んで単独もしくは1700形の2両編成と組んだ6両編成で、1715は上記目的だけでなくデハ1700形、デハ1710形、2010系などの4両編成と連結した5両編成での運用にも就いた。また先頭車3両は旧来の尾灯を標識灯とし、幕板部に外付けの尾灯を増設、運転台周りの機器や設備など各部が京王線仕様に合わせられた。1969年の京王線系統ATS稼働に伴い、ATS機器の搭載工事も実施されている。
京王線では当時最新鋭だった5000系と車体長は同じ、最大長はより長く、車端のオーバーハングも大きかったため、車体限界がホーム上面2,600mmから2,700mmへ拡大されたばかりの京王線への転用当初は、よくホームを擦ったというエピソードも残っている。
1972年5月にさらなる輸送力増強を目的に、京王線には都営新宿線乗入規格に沿った20メートル車の6000系の1次車が投入された。本系列とデハ1700形は共に置き換え対象となり、同年9月30日付で全車廃車された。本系列は譲渡されることなく、全車解体されている。

### 書籍
- 鈴木洋『【RM LIBRARY 163】京王線グリーン車の時代』株式会社ネコ・パブリッシング、2013年3月31日。ISBN 978-4-7770-5339-1。
- 佐藤良介『【RM LIBRARY 173】京急400・500形　大型吊り掛け駆動車の生涯（上）』株式会社ネコ・パブリッシング、2014年1月1日。ISBN 978-4-7770-5359-9。
- 宮崎繁幹・山下和幸 編『京王帝都電鉄電車回顧　第1巻』多摩湖鉄道出版部、2019年4月1日。ISBN 978-4-7770-5446-6。
- 宮下洋一 編『鉄道車輌ガイド Vol.30 京王帝都のグリーン車』株式会社ネコ・パブリッシング、2019年5月1日。ISBN 978-4-7770-2350-9。

### 雑誌記事
- 『鉄道ピクトリアル アーカイブスセレクション9 京王電鉄 1950-60』、鉄道図書刊行会、2005年8月。
  - p.28 - 36 京王帝都車両アルバム 1950～60
  - p.39 - 43 吉川文夫「私鉄車両めぐり（８）　京王帝都電鉄井の頭線」※『鉄道ピクトリアル』第24号（1953年7月号）より再録
  - p.60 - 105 京王帝都レールファンクラブ「私鉄車両めぐり(65)　京王帝都電鉄」※『鉄道ピクトリアル』第171号、第172号、第174号、第176号、第177号（1965年6、7、9、11、12月号）より再録
  - p.106 - 118 京王帝都レールファンクラブ「私鉄車両めぐり(72)　京王帝都電鉄　補遺」※『鉄道ピクトリアル』第197号（1967年6月号）より再録
  - p.144 - 153 読者短信に見る京王電鉄の記録 1950-1960
- 吉川文夫「井の頭線戦災記」『鉄道ピクトリアル』第278号、電気車研究会、1973年5月、59-61頁。
- 山岸庸次郎「グラフ　井の頭線　過ぎ去りし日々のおもいで＜帝都線から井の頭線へ＞」『鉄道ピクトリアル』第422号、電気車研究会、1983年9月、54-57頁。
- 山岸庸次郎「井の頭線　過ぎ去りし日々のおもいで＜帝都線から井の頭線へ＞」『鉄道ピクトリアル』第422号、電気車研究会、1983年9月、98-103頁。
- 合葉博治、滝川精一「井の頭線　グリーン車たちの断面（１）　27･10一斉改番の前夜」『鉄道ファン』第278巻、交友社、1984年6月、62-69頁。
- 合葉博治「井の頭線　グリーン車たちの源流　帝都線の電車」『鉄道ファン』第279巻、交友社、1984年7月、91-97頁。
- 久保敏「戦火で離別した姉妹電車　井の頭線デハ1700とデハ1710」『鉄道ピクトリアル』第578号、電気車研究会、1993年7月、90-92頁。
- 藤田吾郎「京王帝都電鉄形式カタログ」『鉄道ピクトリアル』第578号、電気車研究会、1993年7月、169-192頁。
- 出崎宏「私鉄めぐり（149）京王帝都電鉄」『鉄道ピクトリアル』第578号、電気車研究会、1993年7月、223-242頁。
- 出崎宏「京王電鉄 過去の車両」『鉄道ピクトリアル』第734号、電気車研究会、2003年7月、174-186頁。
- 藤田吾郎「【特集】京王電鉄　京王電鉄　主要車歴表（2012年度末現在）」『鉄道ピクトリアル』第893号、電気車研究会、2014年8月、262-284頁。